# Herbert William Brandt
Herbert William Brandt est un ornithologue américain né le 28 octobre 1884 et mort le 5 mars 1955.
Naturaliste de terrain, il étudie les oiseaux des États-Unis (Texas, Arizona, Alaska notamment), et visite également le Mexique et le Chili. Il constitue une collection d'œufs des plus importantes pour un privé, et s'implique au sein de plusieurs associations de conservation de la nature.